# رودلف كيمني
رودلف كيمني (بالمجرية: Kemény Rudolf)‏ هو ملحن مجري، ولد في 21 مارس 1871 في نيرغهازا في المجر، وتوفي في 7 يوليو 1945.